# Maximilian Schumann
Maximilian Schumann, född 26 juni 1827 i Magdeburg, död 5 september 1889 i Schierke, Harz, var en preussisk ingenjörofficer och pansarkonstruktör.
Schumann började som kapten i Mainz (sedan 1861) sysselsätta sig med pansarfrågan, besökte 1863 och 1865 England för pansarstudier och utförde 1866 en del försök i Mainz med ett pansarskyddat "Geschützstand". Han kommenderades därefter till ingenjörkommittén i Berlin. Försök med ett i Tegel uppställt pansartorn av valsat järn blev 1870 avbrutna av fransk-tyska kriget, men fortsattes efter dettas slut och ledde till ett storartat resultat. Detta oaktat tog han dock avsked 1872, varefter han var särskilt verksam för åstadkommandet av Hermann Grusons Hartguss-torn.
År 1878 framträdde Schumann med förslag till pansarlavett och arbetade sedan tillsammans med Gruson. Skjutförsöken vid Bukarest i december 1885 till januari 1886 visade fördelarna av Schumanns konstruktioner framför det franska S:t Chamond-tornet, hans ständigt förbättrade konstruktioner vann överallt erkännande, och hans idéer om en i följd av pansars användning nödvändig omgestaltning av fästningsbyggandet (i Die Bedeutung drehbarer Geschutzpanzer, andra upplagan 1885) slog t.o.m. kanske väl mycket an, vilket förledde honom till ett utan tvivel för långt gånget underskattande av behovet av infanteri för försvaret av befästa ställningar.

## Fotnoter
1. 1 2  Magdeburger Biographisches Lexikon, 2002, Magdeburger Biographisches Lexikon: 0387, läst: 28 augusti 2020.[källa från Wikidata]
2. ↑  Katalog der Deutschen Nationalbibliothek, Deutsche Nationalbibliotheks katalog-id-nummer: 1069937487, läst: 10 juni 2020.[källa från Wikidata]